# Straight Outta Compton (Film)
Straight Outta Compton ist eine Filmbiografie der Hip-Hop-Crew N.W.A des Regisseurs F. Gary Gray. Der Film startete am 14. August 2015 in den US-amerikanischen Kinos und lief am 27. August desselben Jahres in den deutschsprachigen Kinos an. Eine rund 20 Minuten längere Director’s-Cut-Version wurde später auf Blu-ray veröffentlicht.

## Handlung

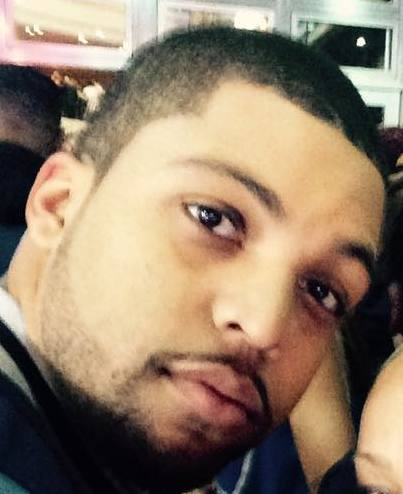
O’Shea Jackson jr. als Ice Cube

1986 gründen die fünf Freunde und Rapper Dr. Dre, Ice Cube, Eazy-E, DJ Yella und MC Ren die Hip-Hop-Crew N.W.A (Abkürzung für „Niggas Wit’ Attitudes“) unter Vertrag von Eazy-Es neuem, mit Drogengeld gegründetem Label Ruthless Records. Nach dem Erfolg ihrer ersten Single Boyz-n-the-Hood sieht der Musikmanager Jerry Heller Potenzial in ihnen und überredet Eazy-E, dass er für N.W.A als Manager arbeiten kann. Die Band bekommt zur Aufnahme vom Plattenlabel Priority Records die nötige Ausrüstung, womit sie ihr erstes Album Straight Outta Compton produziert. Zu diesem Zeitpunkt hat nur Eazy-E einen Vertrag mit dem Label, die anderen warten noch auf Verträge.
Nachdem Straight Outta Compton veröffentlicht und ein riesiger Erfolg wurde, starten N.W.A eine Tournee durch die Vereinigten Staaten. Auf dieser Tournee stellt sich die Gruppe mehreren Protesten. Auf einer Show eskaliert ein Aufstand, als sie trotz Verbots der Polizei den Song Fuck tha Police rappen. Kurz darauf wird Ice Cube bezüglich Hellers Management und seinem Verhältnis zu Eazy-E misstrauisch. Er stellt beide zur Rede und erhält als Antwort, dass die Verträge für die anderen noch aufgesetzt würden. Bevor die Crew nach der Tournee wieder nach Hause fährt, trifft Ice Cube Heller, um seinen Vertrag zu unterzeichnen, was er aber letztlich doch nicht tut, weil Eazy-E mehr Geld als alle anderen bekommt, obwohl alle die gleiche Arbeit leisten, welche die Gruppe erfolgreich macht. Außerdem erfährt Ice Cube, dass er der letzte war, der seinen Vertrag noch unterzeichnen musste. Enttäuscht verlässt Ice Cube die Gruppe und startet eine Solo-Karriere als Rapper.
Sein erstes Album wird erfolgreicher und hat höhere Verkaufszahlen als Straight Outta Compton. Darauf wird die nur noch aus vier Mitgliedern bestehende Gruppe neidisch und bringt ihr neues Album 100 Miles and Runnin’ heraus, auf dem sie Ice Cube wegen des Verlassens der Gruppe verbal angreifen. Verärgert darüber macht Ice Cube einen Disstrack gegen N.W.A und deren Manager Heller. Während dieser Zeit tritt Suge Knight in Dr. Dres Leben, der ihn versucht zu überzeugen, die Gruppe zu verlassen und seine eigene Firma mit ihm zu gründen. Nachdem Dre realisiert hat, dass Heller ihn ausnutzt, sucht er das Gespräch mit Eazy-E, um seinen Vertrag abzuändern, doch als sich kein Kompromiss finden lässt, verlässt Dr. Dre die Gruppe. Währenddessen wird Eazy-E von Suge Knight und seiner Gang zusammengeschlagen, um ihn zu zwingen, Dre aus dem Vertrag zu lassen. Trotz des Chaos genießt Dre seine neu errungene Freiheit. Er veröffentlicht sein erstes Album The Chronic und beginnt, Songs von anderen Rappern wie beispielsweise Snoop Dogg und Tupac Shakur zu produzieren. Als er bemerkt, wie gewalttätig Suge Knight ist, überlegt er, ob er wirklich die richtige Entscheidung getroffen hat.
Nachdem Ice Cube und Dr. Dre die Crew verlassen haben, wird Eazy-E Heller immer suspekter. Außerdem wird er krank, was ihn aber zunächst nicht interessiert. Er trifft Ice Cube in einem Club, wo sie ihre Freundschaft wiederherstellen, und Cube sagt ihm, dass er bereit wäre, N.W.A neu zu formen, wenn Heller weg ist. Als Eazy-E wieder zu Hause ist, bemerkt er, dass Heller Geld der Gruppe veruntreut hat, und feuert ihn. Direkt danach ruft er Dre an, verkündet ihm diese Nachricht und fragt ihn, ob er bereit wäre, N.W.A neu zu formen. Dre willigt ein. Als sie an neuem Material arbeiten, bricht Eazy-E während einer Aufnahme zusammen und wird ins Krankenhaus gebracht, wo bei ihm HIV diagnostiziert wird. Vor seinem Tod am 26. März 1995 besucht jedes der N.W.A-Mitglieder ihn noch einmal.
Der Film endet mit einer Szene, in der Dr. Dre Suge Knight sagt, dass er aus dessen Label aussteige und sein eigenes Label Aftermath gründen werde. Während des Abspanns werden Originalaufnahmen von N.W.A, Szenen aus Ice Cubes Filmen und Interviews mit den Künstlern, die von Dr. Dre entdeckt wurden (Eminem, 2Pac, Snoop Dogg, 50 Cent), gezeigt.

## Rezeption

### Kritiken
Von der Deutschen Film- und Medienbewertung wurde Straight Outta Compton mit dem Prädikat besonders wertvoll versehen. In der Jury-Begründung heißt es: „Und es ist ein handwerklich großartiger Film, der den Mythos beschwört und nicht nur mit der Musik auch Nicht-Hip-Hop-Begeisterte in seinen Bann zieht. Die jungen, noch unbekannten Schauspieler, darunter der Sohn von Ice Cube, spielen sich die Seele aus dem Leib und haben die Sympathien jederzeit auf ihrer Seite.“ Der Film konnte 89 Prozent der bislang 248 Kritiker bei Rotten Tomatoes überzeugen.

### Einspielergebnis
Straight Outta Compton spielte am ersten Wochenende nach dem Kinostart über 60 Mio. US-Dollar ein und insgesamt weltweit über 200 Mio. US-Dollar (Stand: 16. Dezember 2015), wodurch er zur erfolgreichsten Filmbiografie über einen Musikschaffenden bis dahin und zum erfolgreichsten Rap-Film der US-amerikanischen Filmgeschichte avancierte. Als erfolgreichste Musikbiografie wurde der Film 2018 klar von Bohemian Rhapsody übertrumpft.

### Auszeichnungen
Im Rahmen der Critics’ Choice Movie Awards im Januar 2016 wurde der Film in der Kategorie Bestes Schauspielensemble nominiert. 2015 wurde das Ensemble im Rahmen der Black Film Critics Circle Awards geehrt und bei den Hollywood Film Awards mit dem Hollywood Breakthrough Award ausgezeichnet. Der US-Produzentenverband Producers Guild of America nominierte die Produzenten des Films am 5. Januar 2016 für den Darryl F. Zanuck Award for Outstanding Producer of Theatrical Motion Pictures. Am 14. Januar 2016 wurde der Film in der Kategorie Bestes Originaldrehbuch für einen Oscar nominiert. Nach dem Bekanntwerden der Nominierungen und im Zuge des Boykotts der Veranstaltung durch mehrere afroamerikanische Schauspieler wurde vielfach kritisiert, dass Straight Outta Compton nicht in der Kategorie Bester Film nominiert wurde. Im Februar 2015 wurde Straight Outta Compton im Rahmen der Image Awards als Bester Film ausgezeichnet, zudem O’Shea Jackson Jr. als Bester Nebendarsteller. Corey Hawkins war zuvor ebenfalls als Bester Nebendarsteller nominiert worden. Am 18. Februar 2016 wurde das Ensemble im Rahmen der Black Reel Awards als Best Cast und Joseph Trapanese für die Beste Filmmusik ausgezeichnet. Zudem waren zuvor in fünf weiteren Kategorien Nominierungen erfolgt. Im Rahmen der MTV Movie Awards 2016 wurde Straight Outta Compton als Bester Film, der auf einer wahren Geschichte basiert ausgezeichnet. Zudem erhielt der Film eine Nominierung als Bester Film, und O’Shea Jackson Jr. wurde als Bester Newcomer nominiert. Im Rahmen der Teen Choice Awards 2016 wurde der Film in der Kategorie Choice Movie: Drama und O’Shea Jackson Jr. als Choice Movie Actor: Drama nominiert.

### Andere Medien
Der Film inspirierte Dr. Dre zur Veröffentlichung seines dritten Albums Compton: A Soundtrack by Dr. Dre. Es erschien am 7. August 2015 exklusiv auf Apple Music und im iTunes Store und erreichte in mehreren Ländern Platz 1 der Album-Charts, darunter auch in der Schweiz. Die CD-Version wurde am 21. August 2015 veröffentlicht.
Das Album ist kein offizieller Soundtrack zum Film, jedoch laufen die Songs Just Another Day und Talkin’ to My Diary am Anfang bzw. im Abspann des Films.

## Synchronsprecher
Die Synchronsprecher für die deutsche Fassung:
| - Ice Cube: Jan-David Rönfeldt - Dr. Dre: Tobias Müller - Eazy-E: Leonhard Mahlich - DJ Yella: Julien Haggége - MC Ren: Dennis Schmidt-Foß - The D.O.C: Robert Glatzeder - Suge Knight: Nick Forsberg - Tomica Woods-Wright: Maja Maneiro - Kim: Henrike von Kuick - Jerry Heller: Lutz Schnell - Blood: Matti Klemm - Bryan Turner: Tim Knauer | - Jinx: Julius Jellinek - junger Arzt: Uwe Büschken - Lavetta: Nadine Zaddam - Alonzo Williams: Martin Kautz - Nicole: Esra Vural - Officer Rauch: Sven Brieger - Rock: Ralf David - Snoop Dogg: Arne Stephan - Tone: Sascha Rotermund - Tyree: Amadeus Strobl - Verna Griffin: Nana Spier - Warren G.: Imtiaz Haque |